# Wilhelm Tempel
Ernst Wilhelm Leberecht Tempel (Nieder-Kunersdorf, Löbau, Alemania, 4 de diciembre de 1821–Arcetri, Italia, 16 de marzo de 1889) fue un astrónomo alemán que trabajó en Marsella hasta el estallido de la Guerra franco-prusiana en 1870, fecha en la que se mudó a Italia.

## Semblanza
Tempel nació en 1821 en Nieder-Kunersdorf, una pequeña localidad cercana a Löbau, en el reino de Sajonia. Sus padres carecían de recursos económicos, por lo que recibió una escasa educación, que años después pudo mejorar por su cuenta. A los veinte años de edad, se fue a Copenhague, donde trabajó durante tres años como litógrafo. Posteriormente se trasladó durante algún tiempo a Christiania, y su espíritu itinerante lo llevó a Italia, donde se estableció en Venecia y ejerció su arte durante muchos años. Habiéndose interesado en la astronomía, compró un telescopio refractor Steinheil de 4 pulgadas, con el que comenzó a explorar los cielos.
Fue un descubridor de cometas prolífico, descubriendo o codescubriendo 21 en total, entre ellos el cometa 55P/Tempel-Tuttle, ahora conocido por ser el cometa que da lugar a la lluvia de estrellas llamada Leónidas, y el 9P/Tempel 1, el objetivo de la sonda espacial de la NASA Deep Impact en 2005. Otros cometas periódicos que llevan su nombre son el 10P/Tempel y el 11P/Tempel-Swift-LINEAR. También descubrió 5 asteroides: Angelina, Cibeles, Galatea, Terpsícore y Cloto.
También descubrió cinco asteroides entre 1861 y 1868.
Ganó el Premio Valz en 1880.
La mente de Tempel, que siempre ha estado algo inclinada a la melancolía, había encontrado en Italia la paz al abrazar la fe católica. A finales de 1886 fue atacado por una dolencia hepática, y algunos meses más tarde por una parálisis parcial, falleciendo el 16 de marzo de 1889. Fue enterrado cerca de la tumba de Donati, su predecesor a cargo del Observatorio de Arcetri.

## Eponimia
Además de los cometas que llevan su nombre:
- El cráter lunar Tempel lleva este nombre en su memoria.[4]
- El asteroide (3808) Tempel lleva su nombre en su honor.[5]